# 淺越忍
淺越忍（日语： Asagoe Shinobu，1976年6月28日—）是日本職業女子網球選手，出生於兵庫縣赤穗郡上郡町。
她身高170cm、体重58kg。右手持拍，雙手持反拍。暱稱：Shii-chan （シーちゃん） 
她的職業生涯從1997年開始，曾經取得三項WTA單打賽事優勝和八項雙打賽事冠軍。最高個人排名為21（2005年夏季達到），最高雙打排名為13。 

## 四大公開賽戰績（女子單打）
- 澳洲公開賽 第2輪（2005、06年）
- 法國公開賽 第4輪（2004年）
- 溫布爾登大獎賽 第4輪（2003年）
- 美國公開賽 8強（2004年）

## 選手經歷
從園田學園中學校入學開始，淺越即接受正規網球訓練，曾同日本著名選手伊達公子一道受訓，一度被人視為「伊達第2」。1997年淺越退學轉入職業生涯。2002年後多次與杉山愛等日本選手一道在國際巡迴賽事中出現。 

## 近年戰績
- 2005年斯洛文尼亞公開賽女單取得好成績
- 2006年進入澳大利亞公開賽女雙四強，敗於最後冠軍中國選手晏紫 、鄭潔組合
- 同年美國公開賽單打第一輪、雙打第三輪出局
- 最後參加WTA職業賽，同日本選手森上亞希子雙打配對敗於第一號種子選手麗莎·雷蒙（Lisa Raymond）、薩曼莎·斯托瑟（Samantha Stosur），比分3-6, 4-6 。
- 2006年10月6日、30歲的淺越宣告退役。現住兵庫縣西宮市 。

## 外部連結
- 淺越忍在国际奥林匹克委员会的资料
- 淺越忍的国际女子网球协会官方資料（英文）
- 淺越忍的國際網球總會 職業／青少年 官方資料（英文）
- 联合会杯成績表 （页面存档备份，存于）
- 引退選手:浅越（現姓高島）しのぶ - 日本テニス協会公式サイト （页面存档备份，存于）（日語）